# Mike and Jake Go Fishing
Mike and Jake Go Fishing è un cortometraggio muto del 1913 diretto da Allen Curtis. Prodotto e distribuito dall'Universal Film Manufacturing Company (con il nome Joker), uscì in sala il 26 novembre 1913.

## Distribuzione
Distribuito dalla Universal Film Manufacturing Company, il film - un cortometraggio di 150 metri - uscì nelle sale statunitensi il 26 novembre 1913. Nelle proiezioni, veniva programmato con il sistema dello split reel, accorpato in un'unica bobina con un altro cortometraggio prodotto dalla Universal, il documentario The Bally Bunion in Ireland.